# Tossal de la Pleta (Belianes)
El Tossal de la Pleta és una muntanya de 352 metres que es troba al municipi de Belianes, a la comarca catalana de l'Urgell.
Al cim podem trobar-hi un vèrtex geodèsic (referència 261117001).